# Interregnum
Interregnum ili međuvlašće razdoblje je između kraja vladavine jednog vladara i početka vladavine sljedećeg. Pojam interregnum stvoren je spajanjem latinskih riječi inter (‘između’) i regnum (‘kraljevanje’).
Interregnum se tijekom povijesti najčešće događao nakon kraljeve smrti, kada se dovodilo u pitanje nasljeđivanje prijestolja. U papinskoj državi interregnum je i danas politička konstanta pošto nakon završetka jednog pontifikata postoji prijelazno razdoblje tijekom kojeg se bira novi papa.

## Interregnumi kroz povijest
- 206. – 202. pr. Kr. u Kini, interregnum između dinastija Qin i Han
- Zapadno Rimsko Carstvo 465. – 467. (Nakon smrti cara Libije Severa)[1]
- Langobardsko Kraljevstvo 574. – 584.
- Hrvatsko Kraljevstvo 1097. – 1102. (Nakon smrti Petra Svačića), 1490. – 1492. (Sabor je odbijao 2 godine prihvatiti Vladislava II. za kralja), 1526. -  1527. (nakon Mohačke bitke)

- Sveto Rimsko Carstvo - Od 21. svibnja 1254. do 29. rujna 1273., Veliki interregnum u Svetom Rimskom Carstvu nakon ekskomunikacije i svrgavanja cara Fridrika II.  Hohenstaufena od pape Inocenta IV. i smrti njegovog sina kralja Konrada IV. od Njemačke do izbora Rudolfa Habsburškog kao kralja Svetog Rimskog Carstva
- Dansko Kraljevstvo 1332. – 1340. (nakon smrti kralja Kristofera)
- Osmansko Carstvo 1402. – 1413. (nakon smrti sultana Bajazida I - početka vladavine Mehmeda I).

## Šah
Pojam interregnuma u širem se smislu rabi i za razdoblje u šahovskoj povijesti između smrti Aleksandra Aljehina u ožujku 1946. i Botvinikovog uspona na šahovski tron u svibnju 1948. osvajanjem FIDE-inog Turnira petorice.